# 602PC Suite
602PC SUITE [piːˈsiː swiːt] je již nevyvíjený kancelářský balík od společnosti Software602, určený pro prostředí 32bitových MS Windows.
Vytvořen jako nástupce starších programů společnosti Software602 (hlavně T602, WinText602, Calc602, M602), 602PC SUITE obsahuje textový editor 602Text a tabulkový procesor 602Tab – alternativy k aplikacím MS Word a Excel, resp. Lotus Word Pro a Quattro Pro, dále grafický editor 602Photo pro úpravu a tisk obrázků i fotografií s podporou různých efektů a organizátor digitálních fotografií 602Album umožňující přímý export do .pdf. Součástí programového balíku byl zpočátku i správce souborů WinM602, takto nástupce manažeru M602, určeného pro MS-DOS. Celý softwarový balík existoval také ve funkčně omezené bezplatné verzi.
602PC SUITE je kompatibilní s formáty .wpd (nativně), .doc, .dot, .txt, .rtf a .html resp. .wls (nativně), .xls, .xlt a .dbf.
V létě 2004 společnost Software602 jeho vývoj ukončila, stáhla jej z nabídky a nahradila produktem 602Office, založeném na opensource projektu OpenOffice.org. I vývoj a prodej 602Office byl posléze ukončen; roku 2021 již firma Software602 nenabízí žádnou formu podpory či prodeje těchto produktů.